# A Celebration
A Celebration is een nummer van de Ierse band U2.
Het nummer is samen met Trash, Trampoline and the Party Girl op een single verschenen, die in september 1982 uitkwam.
A Celebration is een van de weinige nummers dat op geen enkel album van de band is verschenen.
Het nummer kende geen lang bestaan op de setlist van U2. Het werd voor het eerst gespeeld op 25 februari 1982 in het Uptown Theatre in Kansas City, Missouri. De laatste keer dat het nummer ten gehore werd gebracht was op 30 november 1983 in Tokio.
Dit nummer verscheen ook op Rare Rock Collection - Rock Against AIDS, een compilatie cd uit 1987 uitgebracht door 98KZEW.
Bono · The Edge · Adam Clayton · Larry Mullen jr.